# آل شرقي
عائلة آل الشرقي هي العائلة المالكة الحاكمة في الفجيرة، إحدى الإمارات السبع التي تضم معًا دولة الإمارات العربية المتحدة.

## تأصيل
اشتق الاسم من مفرد الشرقيين، وهي القبيلة المهيمنة على طول الساحل الشرقي للإمارات المتصالحة (وثاني أكبر عدد في المنطقة في بداية القرن التاسع عشر)، وهي منطقة تُعرف باسم الشميلية. كان الشرقيون تقليديًا تابعين لإمارة الشارقة، وعلى مر القرون، قاموا بعدة محاولات للانفصال وإعلان الاستقلال، وأخيراً أداروا ذلك عمليًا ابتدءً من عام 1901 واكتسبوا أخيرًا اعترافًا بريطانيًا كدولة متصالحة في عام 1952.

## تأسيس الفجيرة

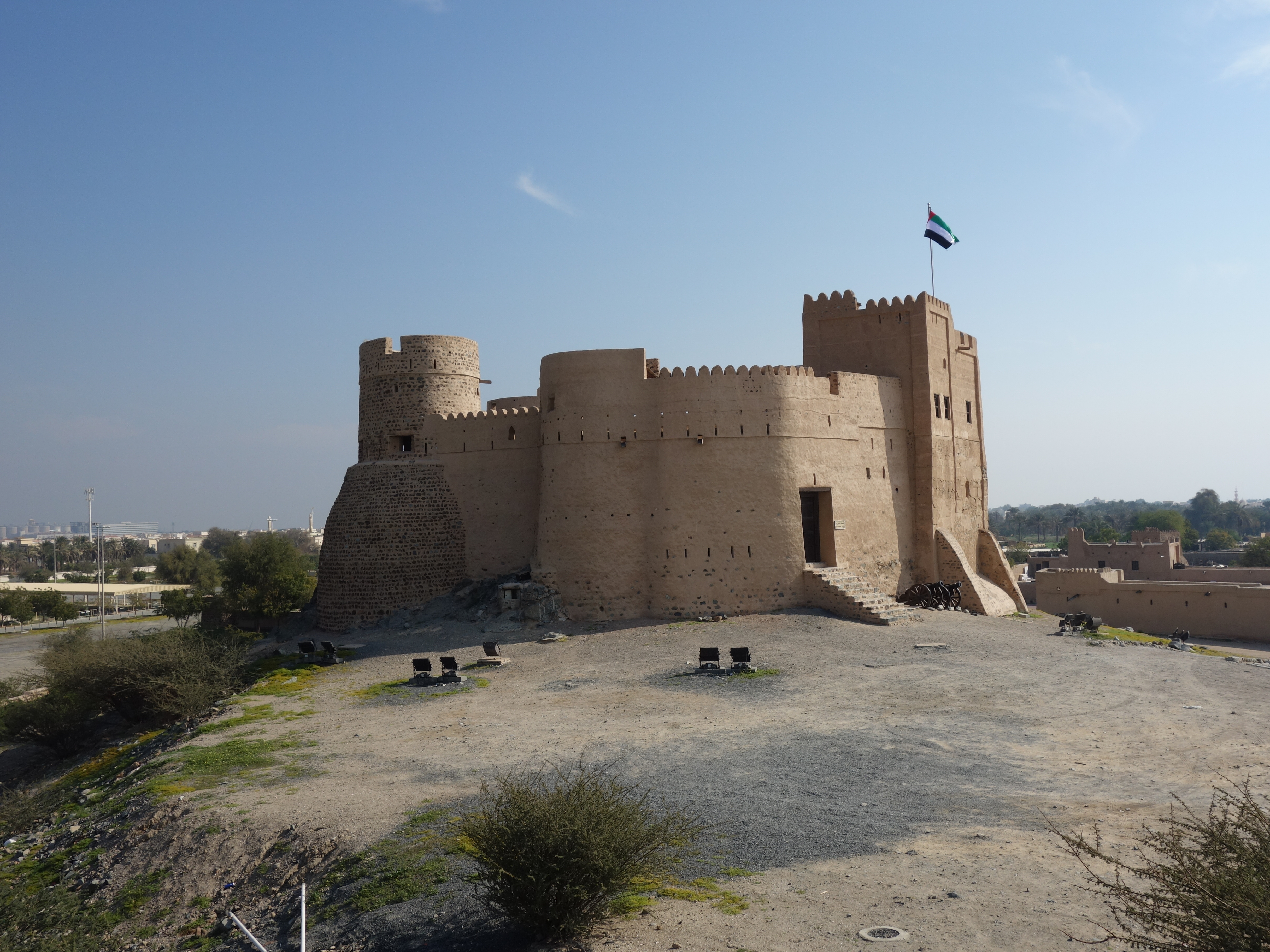
قلعة الفجيرة اليوم

في عام 1879، قاد رئيس الحفيات، الشيخ حمد بن عبد الله الشرقي، تمردًا ضد الشيخ صقر بن خالد القاسمي من الشارقة، الذي ادعى السيادة على الشميلية ووضع عبدًا اسمه سرور مسؤولاً عن الفجيرة. حل التمرد محل سرور وأُرسل وفد إلى الشيخ صقر ولكننهم استقبلوا بشكل سيئ وسجنهم وأعدت قوة ضد المتمردين، واستولت على قلعة الفجيرة وأجبرت حمد بن عبد الله على المنفى. في نهاية ذلك العام أو ربما أوائل عام 1880، عاد حمد من منفاه وقاد محاولة جديدة لإعلان استقلال الفجيرة، وهذه المرة هزم قلعة الفجيرة، حيث قُتل ثمانية رجال من بين المدافعين.
وُضعت تسوية الصلح أمام حاكم رأس الخيمة للتحكيم، وفي عام 1881، وقع حمد بن عبد الله وثيقة تؤكد أنه تابع لإمارة الشارقة. ومع ذلك، فقد وسع نفوذه على المنطقة، حيث أخذ حصن البثنة في خطوة كانت لدعم إعلان استقلاله النهائي عن الشارقة في عام 1901، وهي الخطوة التي حظيت بالاعتراف بهذه المكانة من قبل جميع المعنيين، باستثناء وحيد من بريطانيا. لم يعترف البريطانيون رسمياً بوضع الفجيرة كدولة متصالحة حتى عام 1952.

## قائمة الحكام الشرقيين
- 1879-1936: حمد بن عبد الله الشرقي[6]
- 1936-1938: سيف بن حمد الشرقي
- 1938-1975: محمد بن حمد الشرقي[7]
- 1975- حتى الآن: حمد بن محمد الشرقي